# Arsenalul morții
Arsenalul morții (titlu original: Mean Guns) este un film american din 1997 regizat de Albert Pyun. Rolurile principale au fost interpretate de actorii Christopher Lambert, Ice-T, Michael Halsey, Deborah Van Valkenburgh, Kimberly Warren și Hunter Doughty.

## Distribuție
- Christopher Lambert - Lou
- Ice-T - Vincent Moon
- Michael Halsey - Marcus
- Deborah Van Valkenburgh - Cam
- Tina Cote - Barbie (ca Tina Coté)
- Yuji Okumoto - Hoss
- Thom Mathews - Crow
- Kimberly Warren - D
- Hunter Doughty - Little Lucy (ca Hunter Lockwood Doughty)
- Jerry Rector - Bob
- James Wellington -  Ricky
- Hoke Howell - Commissioner Guildner
- James Mathers - Jerry Montegna
- Milan Nicksic - Kobolski
- Jahi J.J. Zuri - Blondie
- Kimko - Suit
- Jim Koehler - Slick
- Robert Lennon - Oslo